# Morthound
Morthound (englisch Mörderhund), früher Morthond, ist ein 1990 gegründetes Solo-Musikprojekt, dessen Stil dem Post-Industrial-Subgenre Death Industrial zugerechnet wird.

## Geschichte
Benny Jonas Nilsen initiierte Morthound im Alter von 15 Jahren. Das Projekt begann aus Langeweile im Winter 1990 unter dem Namen Morthond. Der ursprüngliche Name ist der eines Fluss im fiktiven Reich Gondor in Tolkiens Welt. Nilsens musikalische Idee bestand darin, „visuelle Musik ohne bewegte Bilder und dem Zufall als Hauptinspiration zu gestalten“. Der damals mit seinen Eltern ländlich in der Nähe von Stockholm lebende Musiker hatte sich zuvor Industrial, Post-Industrial und elektronische Musik erschlossen.
Nilsen bestellte auf eine Werbeanzeige im New Life Magazine hin bei Cold Meat Industry die ersten Alben von Memorandum und Brighter Death Now. Zeitnah änderte sich für Nielsen durch den Erwerb eines Samplers die Möglichkeit, seine musikalischen Vorstellungen zu realisieren. Entsprechend schickte er dem Label eine Demoaufnahme. Der Labelinhaber Roger „Karmanik“ Karlsson räumte Morthond zwei Titel auf der Kompilation 2x6 The Dimensions of a Coffin ein und veröffentlichte das Debüt Death Time auf dem Cold-Meat-Industry-Sublabel Sound Source.
Mit der Veröffentlichung des dritten Albums Spindrift benannte er das Projekt in Morthound um. Nach erscheinen des vierten Albums The Goddess Who Could Make the Ugly World Beautiful beendete Nilsen seine Aktivität mit Morthound vorerst und widmete sich anderen Projekten.

„[T]he scene changed quite a lot into Neofolk, Black Metal direction and I was more into abstract soundscapes and electronic sounds. Later I focused on field recordings and this is were I am now. I think it was a natural step moving forward.“

„[D]ie Szene veränderte sich ziemlich deutlich in Richtung Neofolk und Black Metal, aber ich stand mehr auf abstrakte Soundscapes und elektronische Klänge. Später konzentrierte ich mich auf Field-Recordings und da bin ich jetzt. Ich denke, es war ein natürlicher Schritt nach vorne.“

Den Plan, an das Schaffen mit Morthound anzuknüpfen, begleitete Nilsen indes über Jahre. Nachdem Raubbau sich der bis dahin bestehenden Diskografie mit Wiederveröffentlichungen widmete, griff er die Idee auf und versuchte, an die Emotionalität der Vorgänger anzuknüpfen. Das neu entstandene Album Off the Beaten Track the Light Don’t Shine ging dabei musikalisch neue Wege.

## Stil
Die Musik von Morthound variierte von Album zu Album, war jedoch trotz der stetigen Entwicklungen maßgeblich an der Etablierung des mit Cold Meat Industry assoziiertem Death-Industrial-Klang beteiligt. Konstant blieben indes die filmischen Kompositionen und die düstere Atmosphäre.
Das Debüt entsprach dem Death Industrial. Death Time nutzte lose Tonbandmanipulationen, eingestreute Samples aus Film- und Radioaufnahmen, langsame, bedrohlich pochende Synthesizer und tödlich stampfende Industrial-Rhythmen.
Mit This Crying Age wandte sich Nilsen einem experimentellen Dark Ambient zu. Die Musik nutzte den Klang von „tickenden Uhren, körperlosen Stimmen, programmierten Synthesizern, Versatzstücken loser Insustrial-Rhythmen“. Dabei ergänzte Nilsen die Klanglandschaften durch folkloristische Perkussions- und Holzblasinstrumente. „Mit seiner kargen, arktischen Atmosphäre zeigte ‘This Crying Age’ spärliche, abstrakte, filmisch anmutende Klanglandschaften und trug zur Zeit seiner Veröffentlichung eindeutig dazu bei, den nordischen CMI Dark Ambient Sound zu begründen.“
Auf Spindrift verband Morthound den experimentellen Dark Ambient mit popmusikalischen Strukturen und weltmusikalischen bis neoklassischen Einflüssen. Hier sind die Kompositionen durchzogen von stimmungsvollen Synthesizer-Melodien/Pianosätzen, perkussiven Industrial- und Tribal-Rhythmen, weiblichem Gesang und eingestreuten Film-Samples.
Für einige Stücke des Albums The Goddess Who Could Make the Ugly World Beautiful griff Morthound Ideen des Industrial Metal von Godflesh auf. Repetitive, stampfende Gitarren und ein dröhnender Drumcomputer ergänzten dabei die für das Projekt übliche Basis aus Dark-Ambient-Klangflächen. Gitarren werden dabei nur auf 3 der 7 Stücke genutzt. Die verbliebenen Titel entsprechen mal düsterem und grüblerischem Dark Ambient, mal dem Stil, den Morthound auf Spindrift präsentiert hatte.
Off the Beaten Track the Light Don’t Shine kombinierte das Post-Industrial-Frühwerk von Morthound mit Nilsens Erfahrungen aus seinen Arbeiten mit Sounddesign und an Filmmusik. Die Stücke klingen „digitaler“ und „moderner“. „Herausgekommen ist am Ende eine dunkel-kühle Neo Dark Ambient Death Industrial-Mischung, welche auch dezente Einflüssen aus Drone, Ethno und Tribal mit berücksichtigt.“

## Diskografie
- 1991: Death Time (Album, Sound Source)
- 1991: This Crying Age (Album, Cold Meat Industry)
- 1992: Spindrift (Album, Cold Meat Industry)
- 1994: The Goddess Who Could Make the Ugly World Beautiful (Album, Cold Meat Industry)
- 2014: Unleashed 1990 – 1996 (Kompilation, Raubbau)
- 2014: Mortology (Kompilation/Box-Set, Raubbau)
- 2015: Off the Beaten Track the Light Don’t Shine (Album, Raubbau)
- 2016: Kistor Av Is (EP, Raubbau)